# Bradysia submorio
Bradysia submorio är en tvåvingeart som beskrevs av Werner Mohrig och Nina Krivosheina 1983. Bradysia submorio ingår i släktet Bradysia och familjen sorgmyggor. Inga underarter finns listade i Catalogue of Life.